# Ivana Mužarić
Ivana Mužarić (* 9. Juni 1996) ist eine kroatische Leichtathletin, welche sich auf das Kugelstoßen und den Diskuswurf spezialisiert hat.

## Karriere
Am 21. Juli 2012 nahm sie in Rijeka erstmals an den kroatischen Meisterschaften teil und startete im Diskuswurf. Mit einer Weite von 40,28 Meter belegte sie den fünften Platz. Ein Jahr später nahm sie erneut an den kroatischen Meisterschaften teil und absolvierte am 8. Juni 2013, einen Tag vor ihren 17. Geburtstag, den Wettbewerb im Diskuswurf. In Abwesenheit von Sandra Perković, welche seit 2012 nicht mehr an kroatischen Meisterschaften teilnimmt, gewann sie den Wettbewerb mit einer Weite von 44,42 Metern. An ihren Geburtstag gewann sie zudem im Kugelstoßen mit einer Weite von 13,05 Metern. Bei den Jugendweltmeisterschaften in Donezk trat sie in beiden Disziplinen an, konnte sich aber jeweils nicht für das Finale qualifizieren. Im Diskuswurf war sie auch bei den Junioreneuropameisterschaften in Rieti startberechtigt, gelangte aber auch dort nicht in die Finalrunde.
Am 12. Juli 2014 verpasste sie in Varaždin mit einer Weite von 46,06 die Titelverteidigung im Diskuswurf und musste sich hinter Tijana Frajtić mit den Vizemeister-Titel begnügen. Am 8. Februar 2015 startete sie bei den kroatischen Junioren-Hallenmeisterschaften und stellte mit einer Weite von 14,45 Metern eine neue persönliche Bestleistung auf. Zudem sicherte sie sich mit der Weite den Titel. Nach diesen Junioren-Titel gewann sie auch den kroatischen U23-Hallenmeistertitel. Zudem sicherte sie sich am 1. März 2015 in Rijeka den kroatischen Hallenmeistertitel in dieser Disziplin.
Am 25. Juli 2015 sicherte sie sich mit einer Weite von 47,07 Metern zum zweiten Mal den kroatischen Meistertitel im Diskuswurf. Einen Tag später sicherte sie sich, wie vor zwei Jahren, den Meistertitel im Kugelstoßen. Den Wettbewerb gewann sie mit einer Weite von nur 12,85 Metern. Bei den Junioreneuropameisterschaften im schwedischen Eskilstuna schied sie im Kugelstoßen ohne einen gültigen Versuch in der Qualifikation aus, im Diskuswurf aber erreichte sie das Finale und belegte dort mit 47,81 m den achten Platz. Nachdem sie 2016 nicht an den kroatischen Meisterschaften teilgenommen hatte, gewann sie am 8. Juli 2017 zum dritten Mal den kroatischen Meistertitel im Diskuswurf. Im Kugelstoßen musste sie sich mit den Vizemeistertitel hinter Marija Tolj begnügen. Mit dem Diskus trat sie bei den U23-Europameisterschaften in Bydgoszcz an, erreichte aber nicht das Finale.
Sie ist Studentin an der Auburn University.

## Bestleistungen

### Freiluft
- Kugelstoßen: 13,91 m am 23. April 2016 in  Auburn
- Diskuswurf: 54,49 m am 22. April 2017 in  Auburn

### Halle
- Kugelstoßen: 14,45 m am 8. Februar 2015 in  Rijeka